# کورتلند (نیویورک)
کورتلند (به انگلیسی: Cortland) شهری در شهرستان کورتلند ایالت نیویورک است که در سرشماری سال ۲۰۱۰ میلادی، ۱۸۷۴۰ نفر جمعیت داشته است. کورتلند، به‌طور رسمی در تاریخ ۱۹۰۰ میلادی به‌عنوان یک شهر شناخته شد.